# Церква Різдва Пресвятої Богородиці (В'язівка)
Церква Різдва Пресвятої Богородиці — дерев'яна церква у селі В'язівка Народицької громади Коростенського району Житомирської області. Пам'ятка архітектури національного значення (охоронний № 108).

## Історія
Побудована у 1862 році, на казенні кошти на місці храму, що вперше згадується під 1685 р. Дерев’яна на камінному фундаменті. В 1880 році церква  стараннями місцевого священика та парафіянами поправлена, покрита жерстю, при чому до неї прибудовані приділ та дзвіниця. У період розгортання репресій у 1930-х роках церкву було закрито, а частину навіть розібрали. Відновити богослужіння вдалося під час німецької окупації, остаточно храм відбудували місцеві жителі після війни.
Довгий час у В’язівській святині правив службу священик архімандрит Парфеній, великий духовний подвижник. Переніс тяжкі часи випробувань, гонінь і репресій. Його життя оповите легендами. Священик Парфеній був одним зі свідків нищення чоловічого монастиря в с. Чоповичах Малинського району. В останні роки життя жив і служив в с. В’язівка. Тут і помер. 
Неодноразово у церкві проводилися косметичні ремонти, а у 1995 році завдяки пожертвам парафіян був проведений капітальний ремонт покрівлі храму. Напередодні святкування 150-річчя церкву обікрали.

## Знищення церкви російськими окупантами

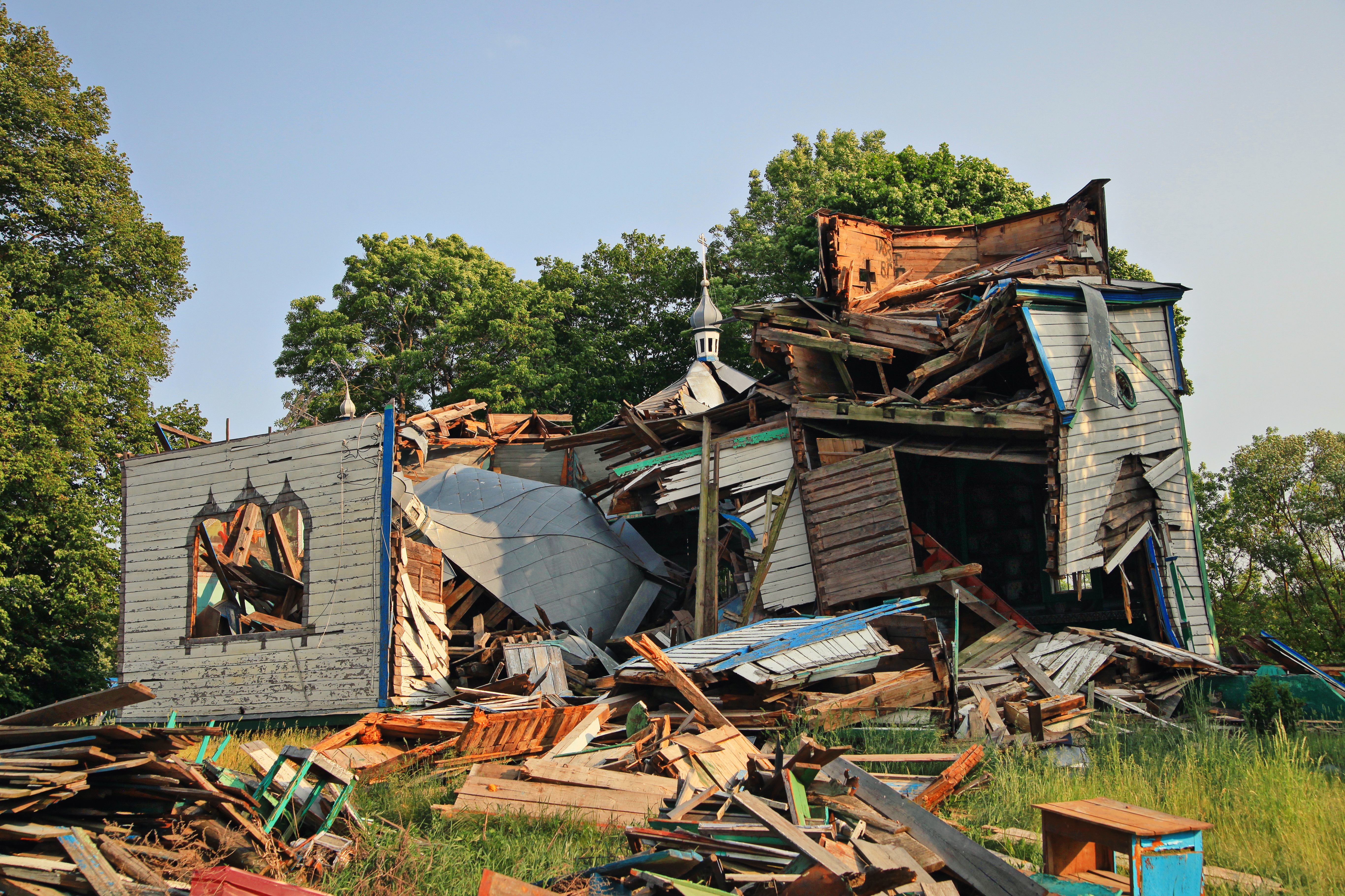
Руїни церкви в травні 2023 року

7 березня 2022 року, під час російського вторгнення в Україну, церкву було знищено російськими окупантами. За інформацією секретаря Овруцької єпархії диякона Сергія Стретовича, вціліла тільки дзвіниця. Варто відзначити, що саме у 2022 році, церква відзначала б своє 160-річчя.

## Світлини

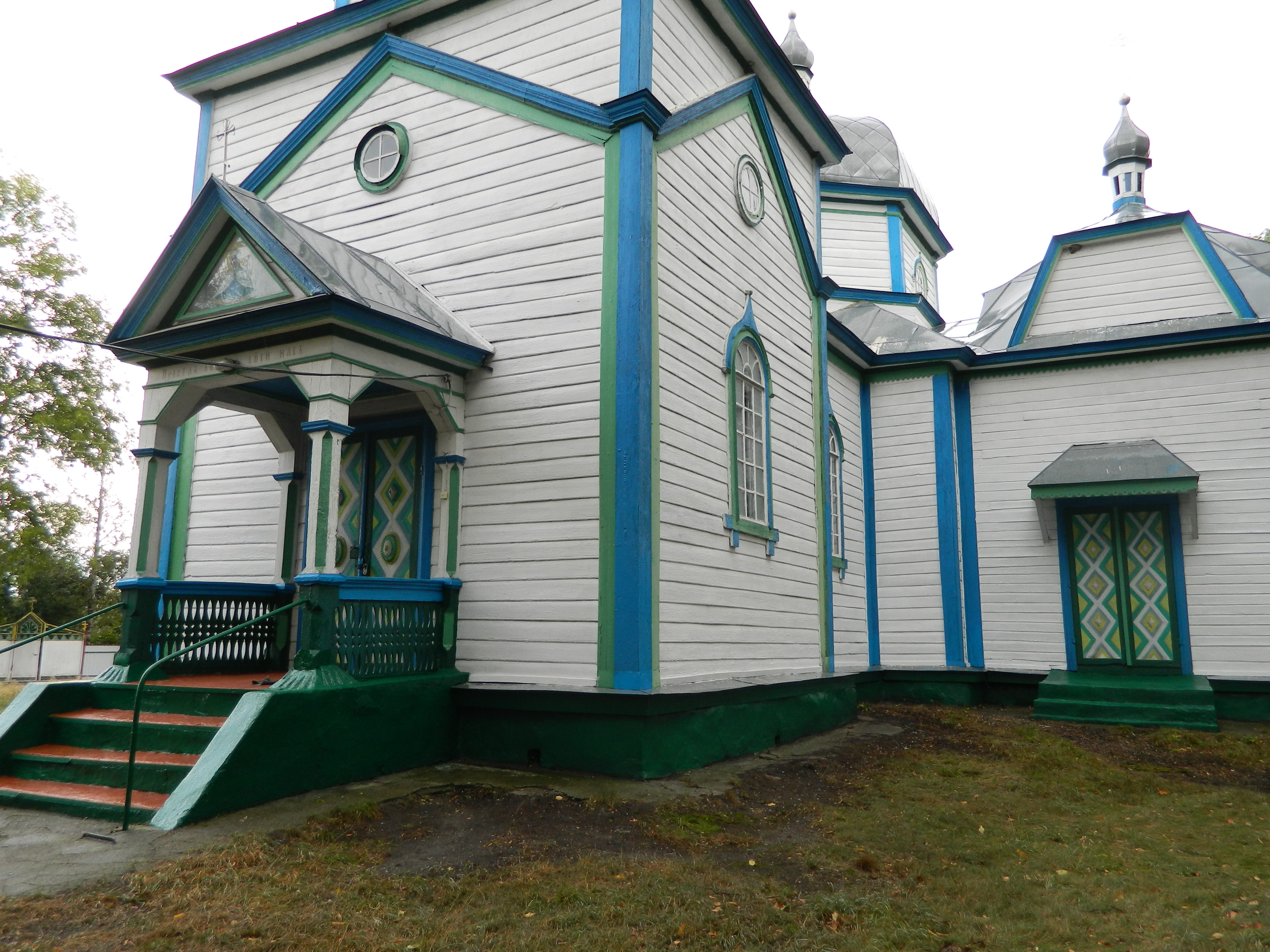
Церква у селі В'язівка (вигляд з правого боку)
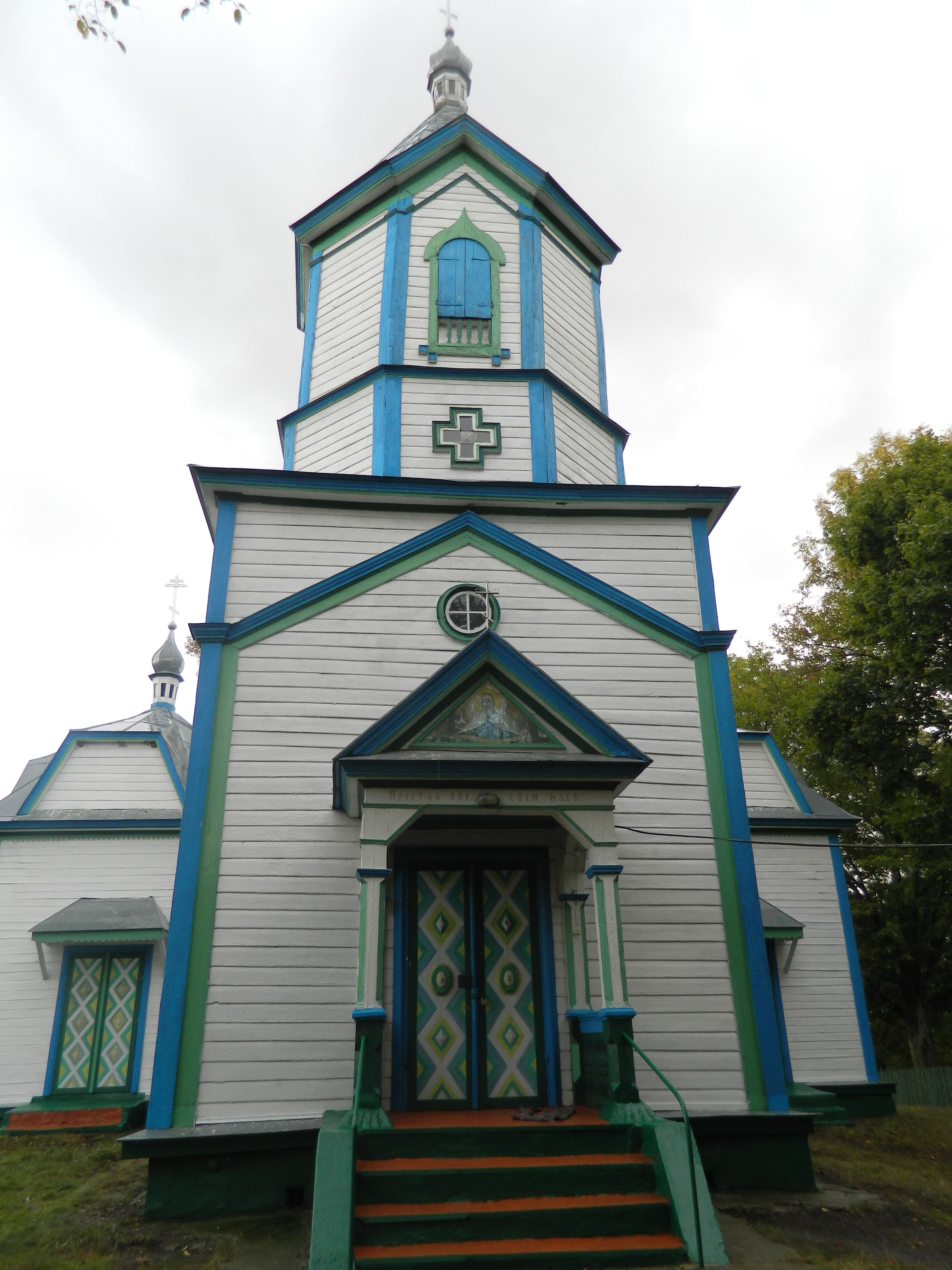
Церква у селі В'язівка (центральний вхід)
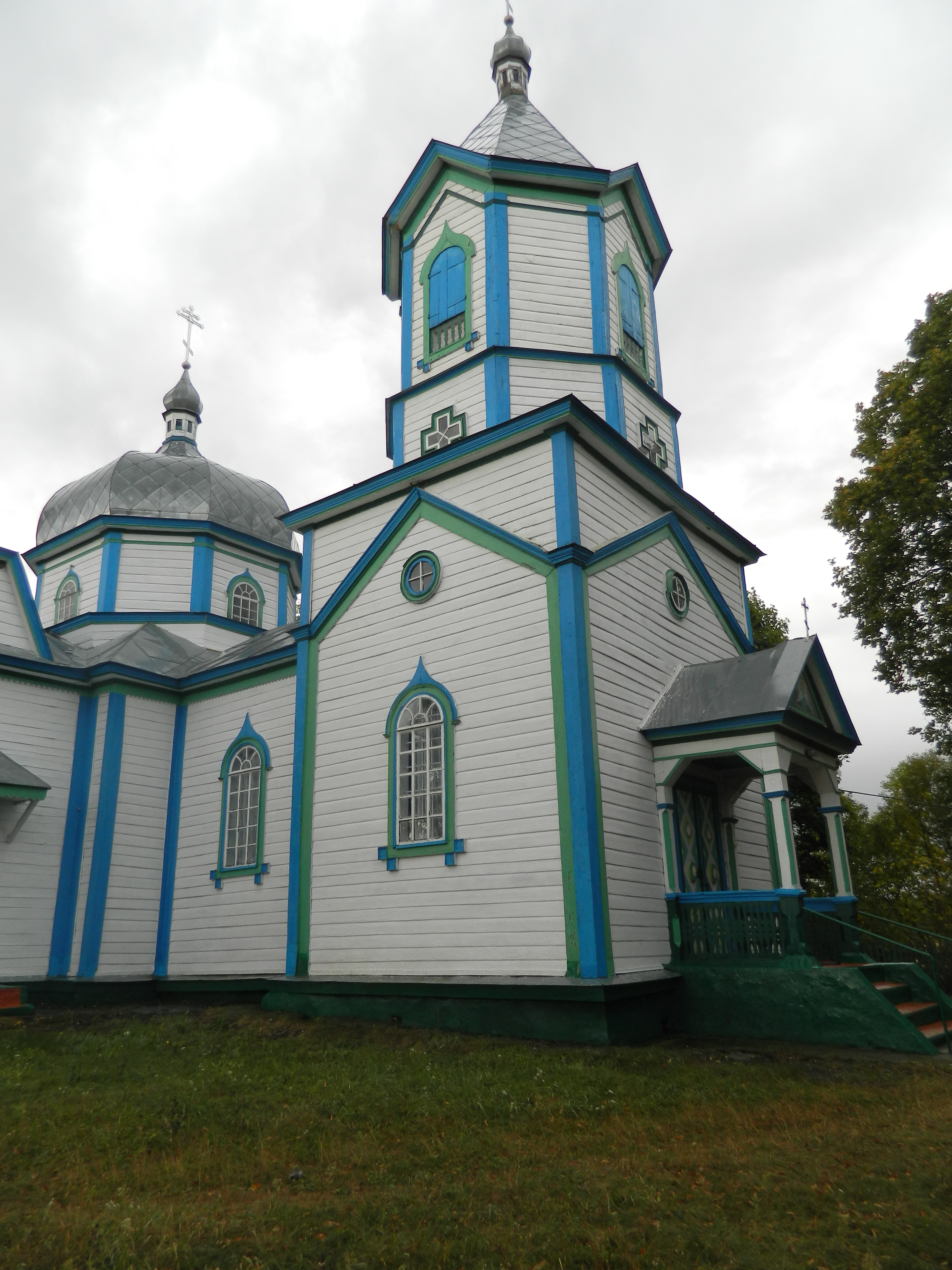
Церква у селі В'язівка (вигляд з лівого боку)
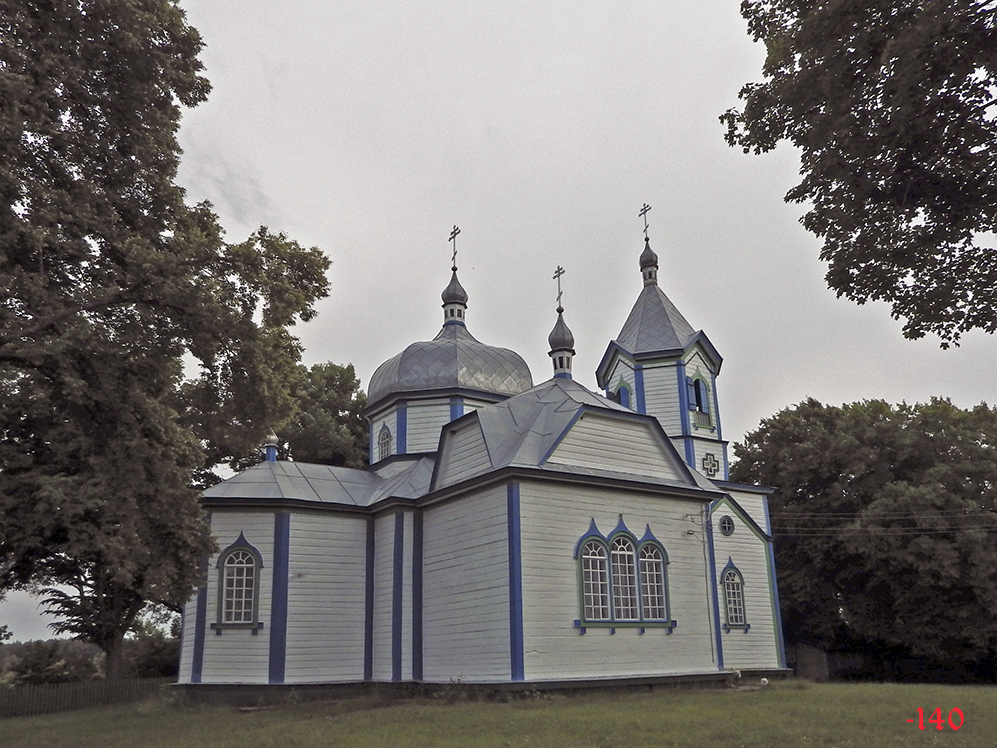
Церква у 2013 році
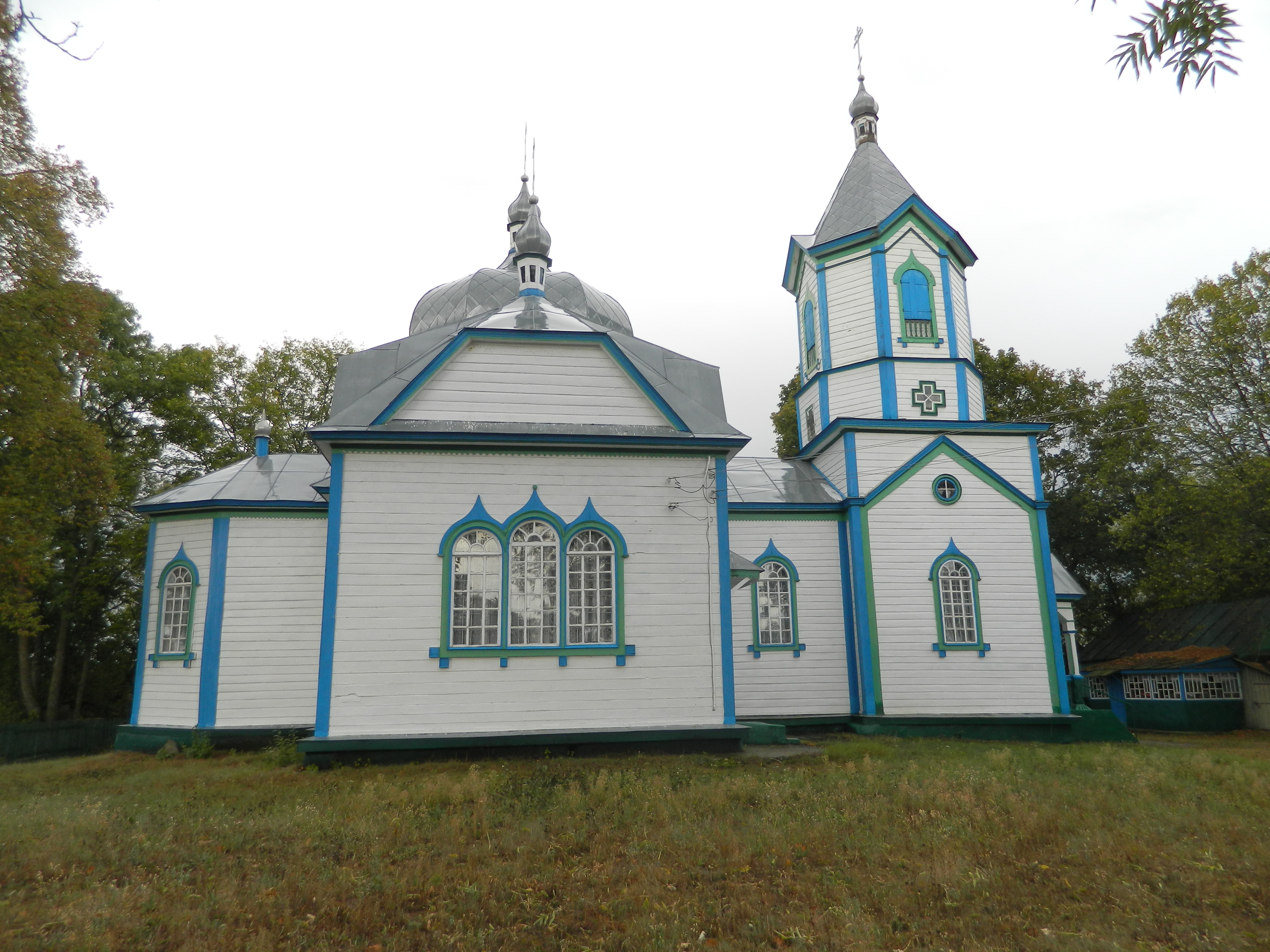
Церква у 2016 році
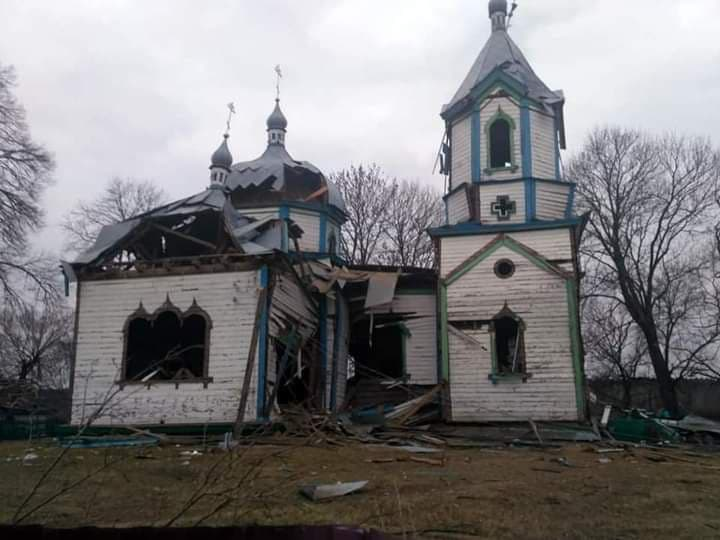
Руйнування внаслідок російської агресії
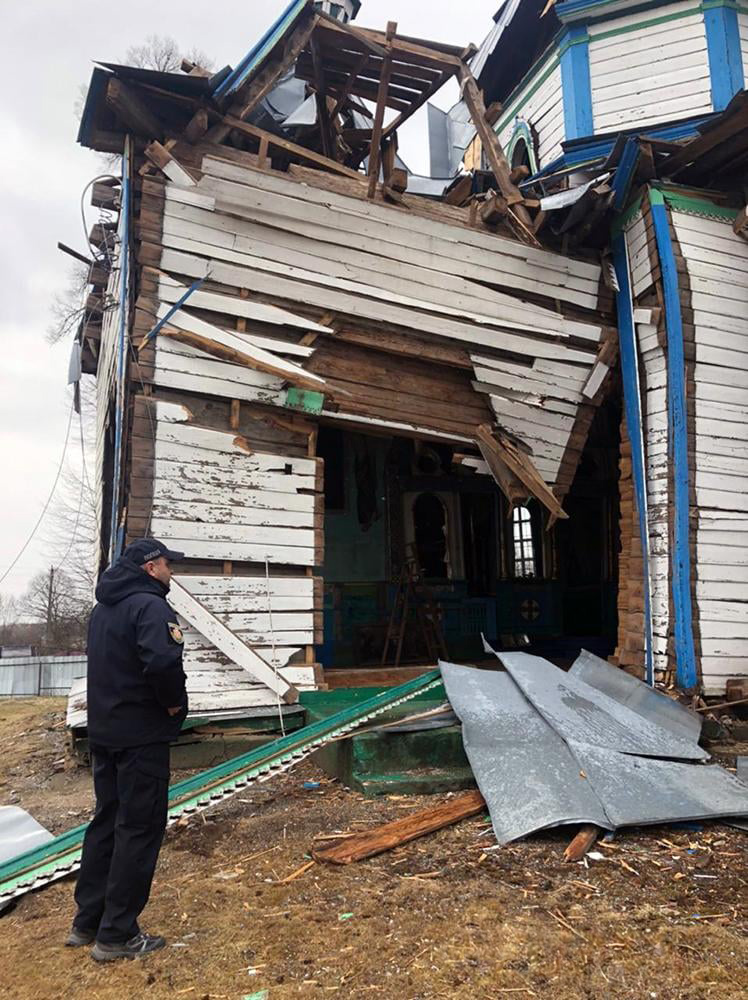
Руйнування внаслідок російської агресії